# Khalifa Abdullah
Khalifa Abdulla Mohammed (Al Ain, 20 febbraio 1991) è un calciatore emiratino, centrocampista dell'Emirates Club.